# 小行星2482
小行星2482（2482 Perkin）是一颗围绕太阳公转的小行星。1980年2月13日，哈佛天文台在哈佛大学天文台发现了此天体。
該小行星以天文學贊助者理查德·S·佩金（Richard S. Perkin）和格拉迪斯·T·佩金（Gladys T. Perkin）命名。
这颗小行星的绝对星等为4.41574等。